# Fayette (Missouri)
Fayette é uma cidade localizada no estado americano de Missouri, no Condado de Howard.

## Demografia
Segundo o censo americano de 2000, a sua população era de 2793 habitantes.
Em 2006, foi estimada uma população de 2701, um decréscimo de 92 (-3.3%).

## Geografia
De acordo com o United States Census Bureau tem uma área de
5,8 km², dos quais 5,8 km² cobertos por terra e 0,0 km² cobertos por água. Fayette localiza-se a aproximadamente 213 m acima do nível do mar.

## Localidades na vizinhança
O diagrama seguinte representa as localidades num raio de 20 km ao redor de Fayette.